# 葉大華 (臺灣)
葉大華（1971年6月24日—），是臺灣人權運動者，現任第六屆監察委員，曾任台灣少年權益與福利促進聯盟秘書長、總統府國家年金改革委員會委員。2016年中華民國立法委員選舉時代表綠黨社會民主黨聯盟參選不分區立委。

## 外部連結
- 秘書長介紹 | 社團法人台灣少年權益與福利促進聯盟 （页面存档备份，存于）
- 總統府國家年金改革委員會-委員名單 （页面存档备份，存于）